# Okeniella dasyprocta
Okeniella dasyprocta är en tvåvingeart som först beskrevs av Friedrich Hermann Loew 1864.  Okeniella dasyprocta ingår i släktet Okeniella och familjen kolvflugor. Arten är reproducerande i Sverige. Inga underarter finns listade i Catalogue of Life.